# Kokuhonsha

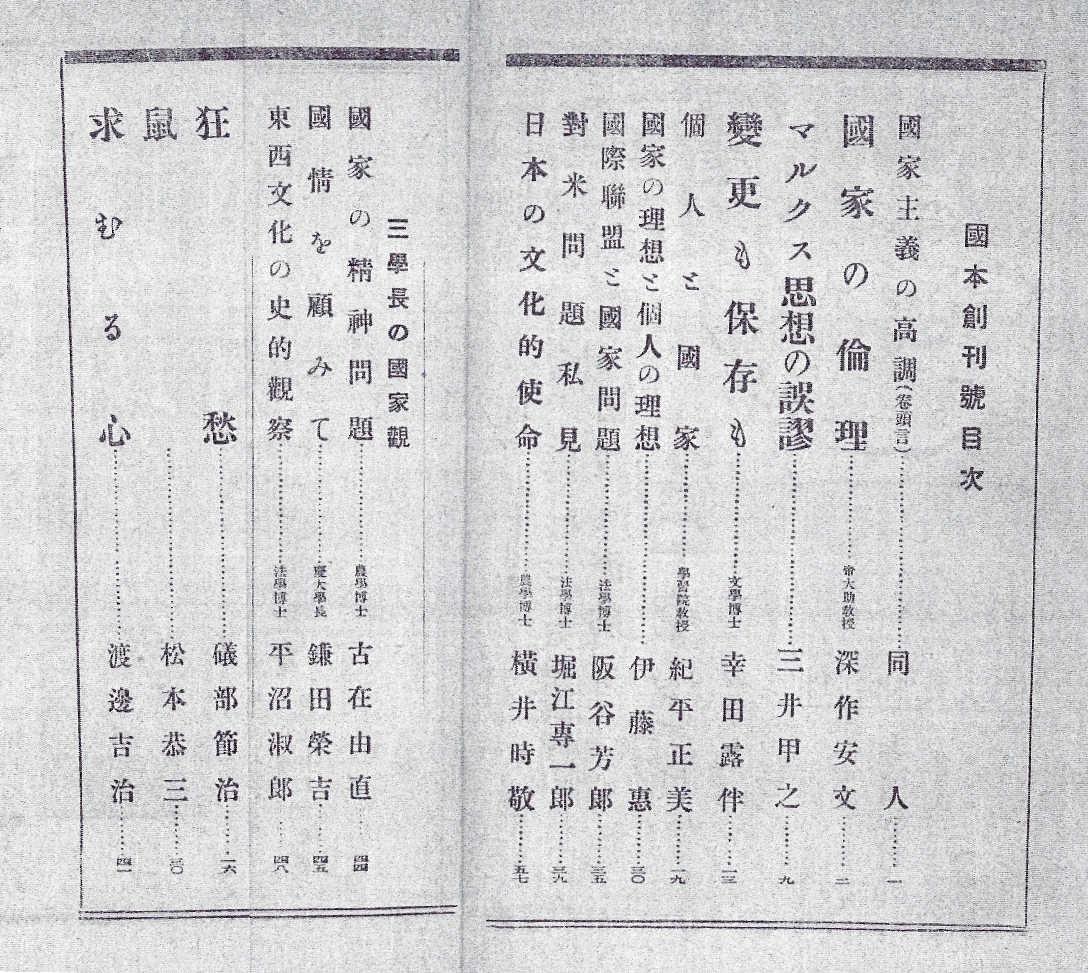
Buch „Kokuhon“, 1921

Die Kokuhonsha (japanisch 国本社, etwa. Staatsbasierte Gesellschaft) wurde 1924 von dem konservativen, in der Regierung als Justizminister tätigen Hiranuma Kiichirō (平沼 騏一郎) gegründet. Sie bestand bis 1936.

## Übersicht
Der Begriff „kokuhon – staatsbasiert“ wurde als Gegenbegriff zu „minpon“ (民本) – „volksbasiert“ formuliert. Die Vereinigung strebte also eine nationalistische Struktur an und erklärte, alle wahren Patrioten müssten alle ausländischen Staatsstrukturen ablehnen und sich dem nationalen Geist zuwenden. Die Kokuhonsha vertrat so die nationalistische Doktrin der Partei Kōdō-ha (皇道派, Partei des kaiserlichen Weges).
Zu den Mitgliedern gehörten Kollegen aus dem Ministerium und Protegierte, wie der Staatsbeamte Suzuki Kisaburō (1867–1940), Shiono Suehiko (1880–1949), Hara Yoshimichi (1867–1944), Takeuchi Kakuji (1873–1946) und Ōta Kōzō (1889–1981). Weitere Mitglieder waren Saitō Makoto (1858–1936), der Politiker und Premierminister Koiso Kuniaki (1818–1950), der General Ugaki Kazushige (1868–1956), Admiral Katō Hiroharu (1870–1939). Mit Hilfe der Kokuhonsha machten hochrangige Beamte und Militärs Karriere, wie der politisch aktive Admiral Araki Sadao (1877–1966), Mazaki Jinsaburō (1876–1956), Obata Toshishirō (1885–1947). Diese unterstützten Hiranuma jedoch nicht in allen politischen Fragen. 1936 gab Hiranuma die Zahl der Mitglieder mit 80.000 an.
Es heißt, dass diese Organisation verdeckt am Putschversuch vom 26. Februar 1936 beteiligt war, einem niedergeschlagenen Aufstand gegen die japanische Regierung. Hiranuma löste dann die Gesellschaft wegen ihrer faschistischen Reputation auf.
Nach Ende des Pazifikkriegs gehörten einst führenden Mitglieder zu denen, die wegen Kriegsverbrechen festgenommen und vor Gericht gestellt wurden.